# Zwavelgeel franjekelkje
Het zwavelgeel franjekelkje (Lachnum sulphureum) is een schimmel behorend tot de familie Hyaloscyphaceae. Het leeft op dode stengels van brandnetels en schermbloemigen (zoals fluitenkruid en berenklauw) in voedselrijke bossen. Het komt voor van het voorjaar tot de herfst.

## Kenmerken
De vruchtlichamen (apothecia) zijn beker- tot schotelvormig en 0,5 tot 2 mm in diameter. De binnenzijde is grauwwit van kleur. De buitenzijde en de rand is dicht bezet met zwavelgele haren. De ascosporen zijn 25-35 × 2-3 µm.

## Verspreiding
In Nederland komt het zwavelgeel franjekelkje algemeen voor. Het staat niet op de rode lijst en is niet bedreigd.

## Foto's

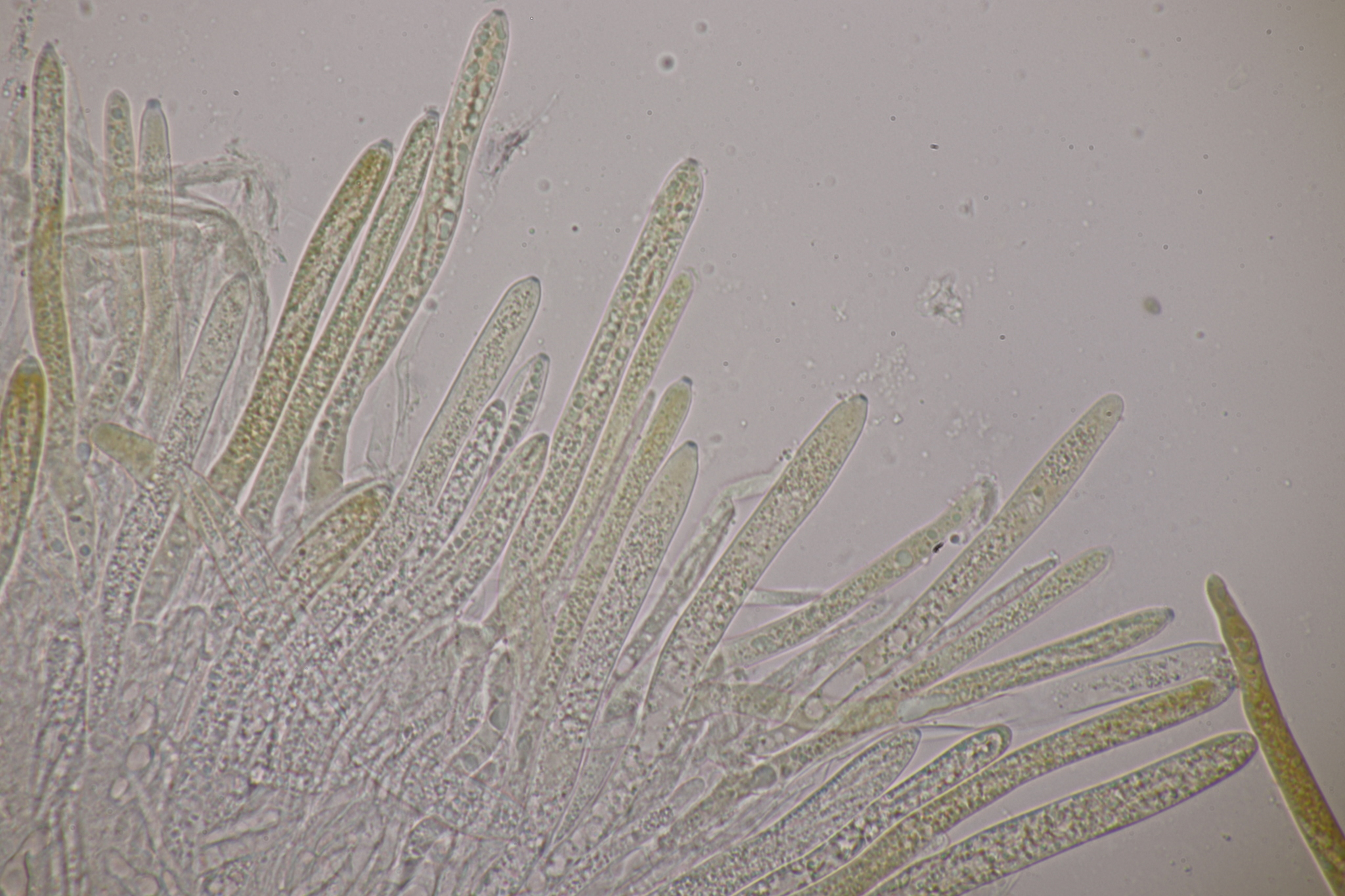
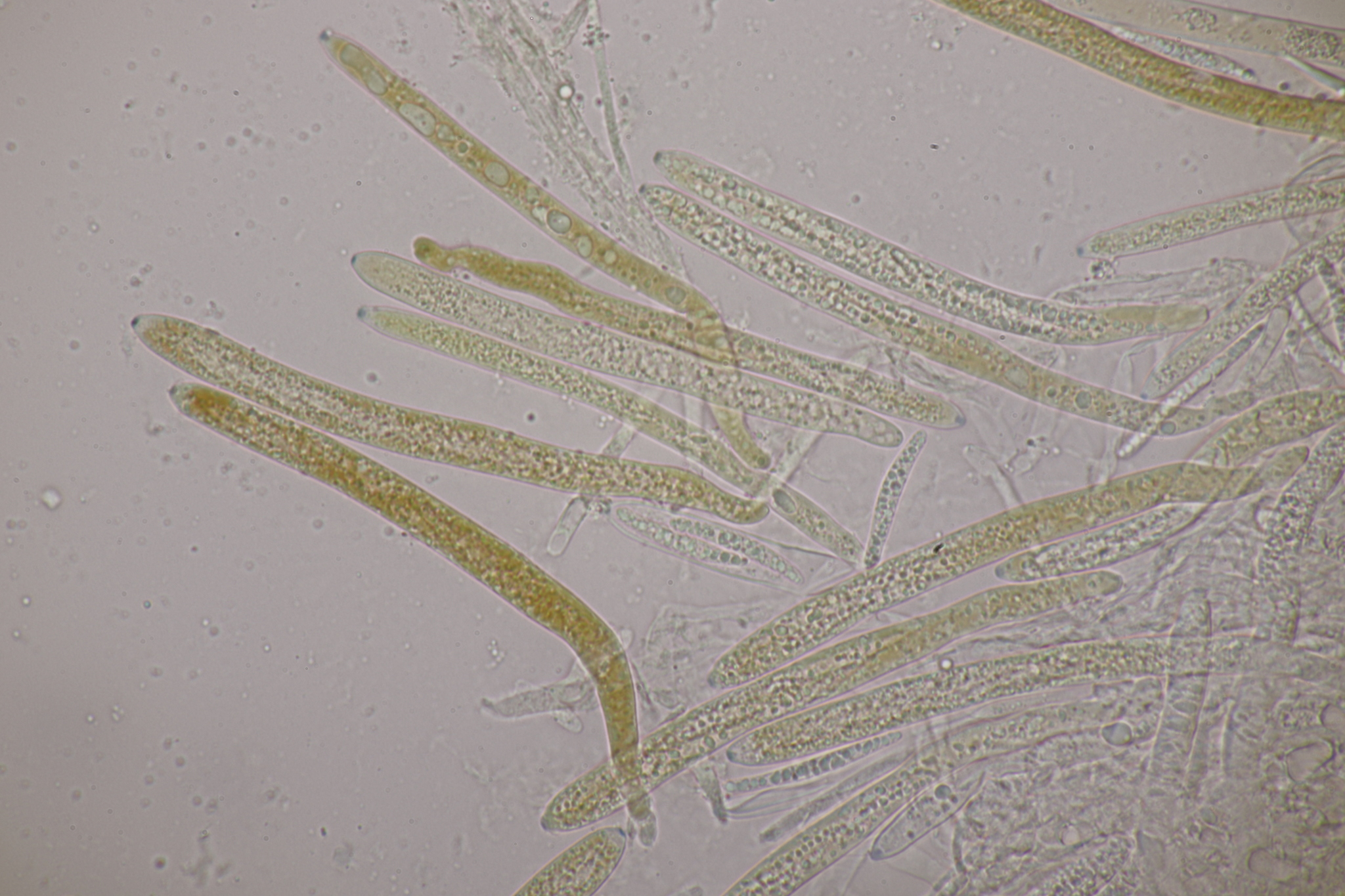